# Pete Kircher

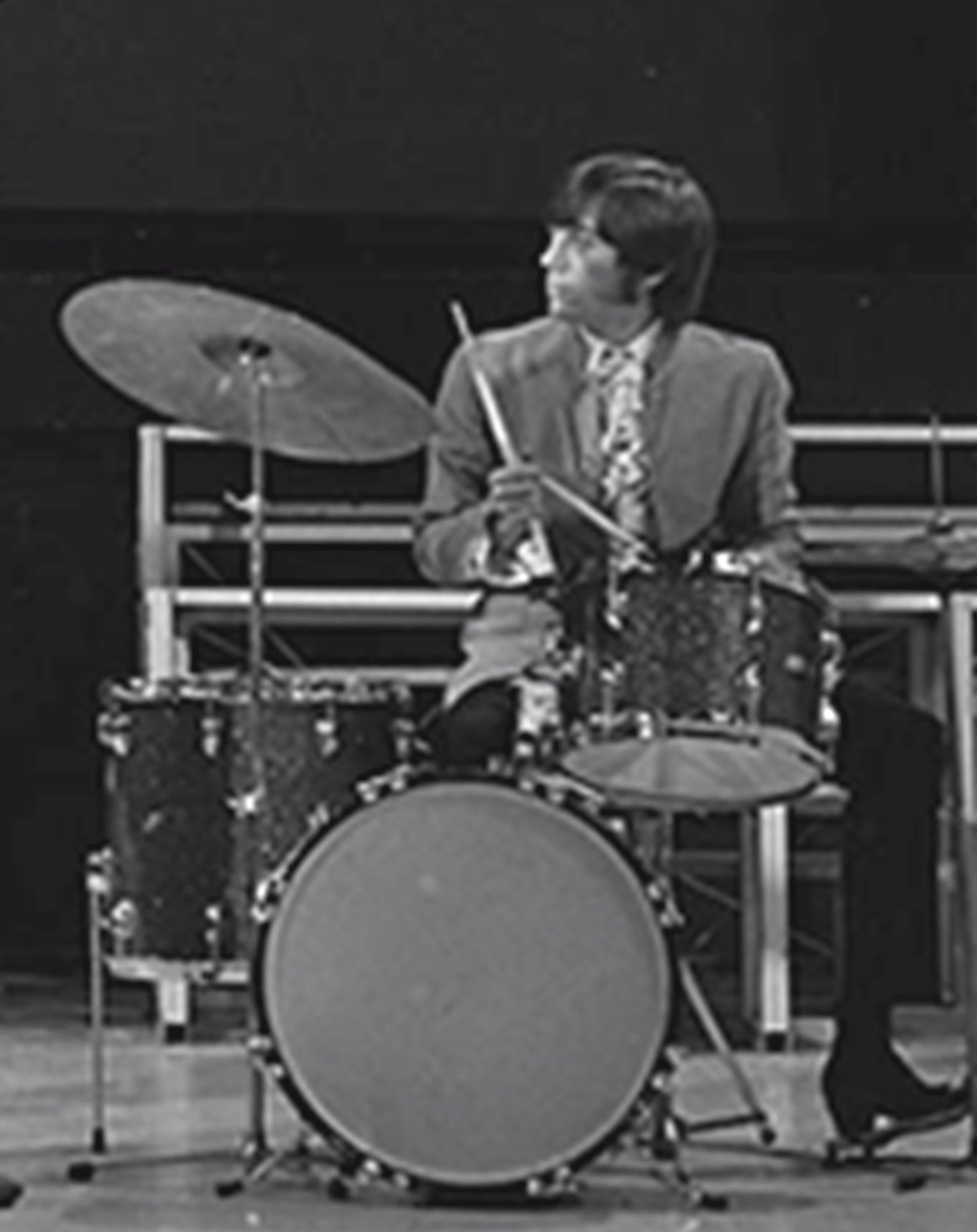
Pete Kircher (1968)

Pete Kircher, född 21 januari 1948, är en brittisk trummis som spelade med rockbandet Status Quo en kort period mellan 1982 och 1984 då gruppen upplöstes. Under den perioden medverkade han på studioalbumen 1+9+8+2 och Back To Back samt livealbumet Live At The N.E.C. Hans sista framträdande med Status Quo var under gruppens tillfällinga återförening då de öppnade Live Aid 1985. 1986 återförenades gruppen officiellt men utan Kircher.